# Robert Miles Sloman (der Jüngere)

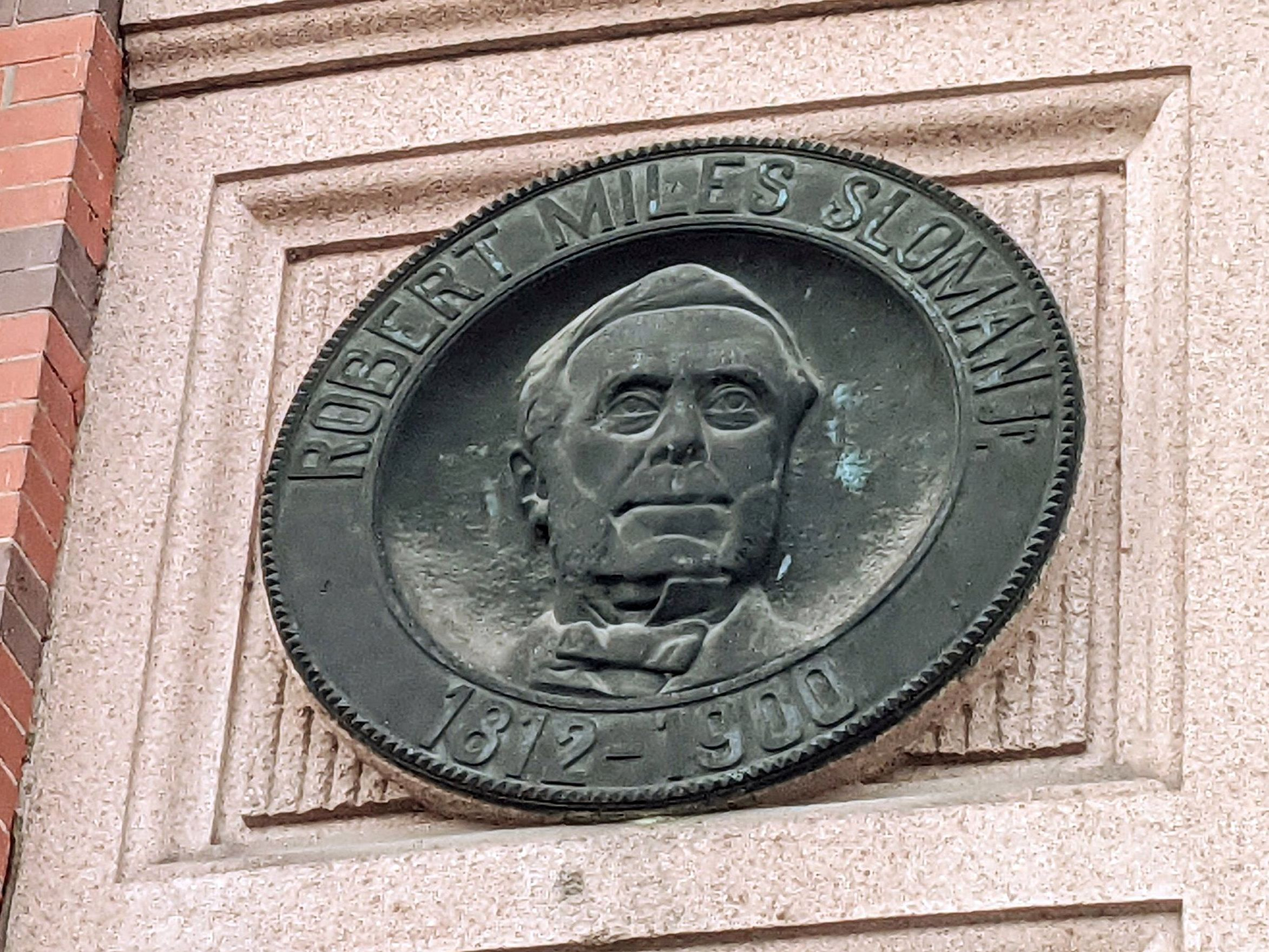
Portraitmedaillon am Slomanhaus in Hamburg

Robert Miles Sloman – zur Unterscheidung von seinem gleichnamigen Vater meist der Jüngere genannt – (* 30. Juli 1812 in Itzehoe; † 30. Oktober 1900 in Othmarschen) war ein deutscher Reeder und Mitglied des Reichstags des Norddeutschen Bundes.

## Leben
Robert Miles Sloman war der Sohn von Robert Miles Sloman (1783–1867). Er führte die familieneigene Rob. M. Sloman Reederei, die 1793 in Hamburg gegründet wurde und heute noch existiert. Mit 16 Jahren trat er hier als Lehrling ein. 1838 heiratete er Christine Amalia Roselia von Stephani (1848–1945), mit der er fünf Töchter hatte. Er gründete mehrere Dampfschifffahrtsgesellschaften, mit denen er ab 1872 regelmäßige Routen im Mittelmeer, ab 1881 in der Ostsee und ab 1881 nach Australien befuhr. 1888 war er einer der Gründer der Deutsch-Australischen Dampfschifffahrtsgesellschaft. 1890 übergab er die Leitung der Reederei an seinen Schwiegersohn.
Von 1864 bis 1899 war er Mitglied der Hamburger Bürgerschaft. 1867 war er Mitglied des Konstituierenden Reichstags des Norddeutschen Bundes für den Reichstagswahlkreis Freie und Hansestadt Hamburg 3 und die Nationalliberale Partei.
Auf der Veddel ließ er die Sloman-Siedlung anlegen, die später den Neubauten Fritz Schumachers weichen musste. Dort sind auch die Slomanstraße und der Slomanstieg nach ihm benannt, das Slomanhaus am Baumwall in Hamburg ist seit 1908/9 Sitz der Reederei.
1895 erhielt Sloman vom König von Italien das Kommandeurkreuz des Ordens der Krone von Italien.

## Auszeichnungen
- 1881 Kronen-Orden, III. Klasse[7]